# Polia advena
Polia advena là một loài bướm đêm trong họ Noctuidae.